# Берсерк (манга и аниме)
Берсерк (на японски: ベルセルク – Берусеруку) е японска манга в жанра мрачно фентъзи. Написана и илюстрирана е от Кентаро Миура. Адаптирана е в два аниме сериала, както и три филма. Мангата започва публикация през 1989 година и продължава до ден днешен. Първата аниме адаптация се излъчва през 1997 – 1998 г. и покрива главно втората част (Златната ера) на мангата и бегло адаптира първата част (Черният войн). От 2012 г. до 2013 г. се излъчват три филма, които също адаптират Златната ера от мангата, като филмите са продължени с второ аниме, което започва през 2016 година. Първият сезон покрива третата част (Осъждане) от мангата. През 2017 г. започва втория сезон на Берсерк, който покрива първата половина на четвърта част – (Соколът на хилядолетната империя).
След смъртта на автора Кентаро Миура (6 май 2021 г.), неговият близък приятел - Коуджи Мори съобщава, че мангата ще продължи с публикаването на нови глави и той ще напише продължението.

## Манга (1989 г.)
Първата глава на Берсерк излиза през 1989 г., а през 1990 г. излиза първия том на мангата, който е публикуван от японската компания – Хакусенша. През 1992 г., главите на Берсерк започва да бъде редовно публикуван в почти ежеседмичното списание Young Animal (пак на Хакусенша), като почти ежегодишно се издава том, който е колекция от публикуваните глави. Това продължава до днешни дни, като до юни 2016 г. са публкикувани 38 тома на мангата.
В Северна Америка и Обединените Кралства, от 2003 г. Берсерк е преведен на английски и е публикуван от Dark Horse Comics и Digital Manga Publishing.
Действието следва приключенията на осиротелия воин и наемник – Гатс (на японски: ガッ – Гатсу).

## Първи аниме сериал (1997 – 1998)
Продуциран от Oriental Light and Magic и режисиран от Наохито Такахаши, 25-епизодният аниме сериал се излъчва от 7 октомври 1997 г. до 31 март 1998 г. в Япония. Сериалът започва с първата част на мангата „Черният воин“, който е адаптиран бегло в първия епизод. Анимето главно адаптира втората част на мангата, „Златната Ера“ от епизоди 2 – 25. Темите развити и подчертани в сериала са за приятелството и амбицията.

## Аниме филмова трилогия (2012 – 2013)
Трилогията служи като римейк на сериала от 1997 година, като към края си, третият филм надминава сериала и адаптира нови части от мангата. Първите два филма – „Яйцето на краля“ и „Битката за Долдри“ излизат в Япония през 2012 г., докато третия – „Пришествието“ излиза през 2013 година. Във филмите главно се използва компютърна анимация, въпреки че на места са смесени с двуизмерни ефекти които наподобяват сериала.

## Втори аниме сериал (2016 – 2017)
На 22 декември 2015 г. е обявено, че втори аниме сериал на Берсерк ще бъде продуцирано и излъчено в японската телевизионна мрежа WOWOW и MBS, започвайки от юли 2016 година. Сериалът служи като продължение на филмите – Берсерк: Златната ера и първия сезон адаптира третата част от мангата – „Осъждане“. След края на първия, Берсерк е подновен за втори сезон, който започва през април 2017 г. и адаптира половината от четвъртата част на мангата – „Соколът на хилядолетната империя“.